# Ahmed El-Kass
Ahmed El-Kass (en árabe: أحمد الكاس‎; Alejandría, Egipto, 8 de julio de 1965) es un exfutbolista y entrenador de fútbol de Egipto que jugaba en la posición de delantero. Actualmente es el entrenador de Egipto sub-17.

## Carrera

### Club
| Periodo   | Club               | Apariciones | Goles |
| --------- | ------------------ | ----------- | ----- |
| 1983-1995 | Olympic Club       | 164         | 78    |
| 1995–1997 | Zamalek SC         | 67          | 33    |
| 1997–2000 | Ittihad Alexandria | 3           | 4     |
| 2000–2002 | Olympic Club       | 0           | 0     |

### Selección nacional
Jugó para Egipto en 112 ocasiones de 1987 a 1997 y anotó 25 goles; participó en la Copa Mundial de Fútbol de 1990 y en tres ediciones de la Copa Africana de Naciones.

### Entrenador
| Periodo   | Club                 |
| --------- | -------------------- |
| 2007–2008 | Olympic Club         |
| 2009      | Olympic Club         |
| 2010–2015 | Abou Qir Fertilizers |
| 2015–2016 | Damietta SC          |
| 2016      | El-Qanah SC          |
| 2016–2017 | FC Masr              |
| 2017–2019 | Abou Qir Fertilizers |
| 2019–2023 | Olympic Club         |
| 2023-     | Egipto U-17          |

## Logros

### Club
- African Cup of Champions Clubs: 1996
- CAF Super Cup: 1997

### Selección nacional
- Arab Cup: 1992
- World Military Cup: 1993

### Individual
- Goleador de la Primera División de Egipto: 1991–92, 1992–93, 1993–94
- Goleador histórico de la primera División de Egipto (107 goles)[2]